# Pierre de Jérusalem (patriarche)
Pour les articles homonymes, voir Pierre de Jérusalem.
Pierre de Jérusalem est un patriarche de Jérusalem de 524 à 552 ; il a dû naviguer entre deux extrêmes, le monophysisme et l'origénisme. 
Il est connu pour avoir souscrit à la déposition par le pape du patriarche monophysite de Constantinople Anthime, et son remplacement par Ménas en 536.

## Biographie
Sa biographie est connue principalement par la Vie de saint Sabas, qu'il tenait en grande estime. Mais Cyrille de Scythopolis, le biographe du saint, laisse plâner un soupçon sur son orthodoxie, en disant qu'après le décès de Sabas en 532, l’origénisme reprit du terrain.
Il raconte pourtant comment il dénonça les origénistes palestiniens à l'empereur Justinien, qui finit par édicter en 543 une série de propositions anti-origénistes passibles de déposition pour ceux des évêques ou moines qui n'y souscriraient pas. Il refusa par contre de souscrire à la condamnation des Trois Chapitres contre les nestoriens, ce qui le brouilla avec l'empereur qui lui imposa des syncelles (secrétaires) origénistes. Il mourut en 552 juste avant la condamnation des Trois Chapitres au concile œcuménique de 553.

## Œuvre
Il a laissé une homélie sur la Nativité du Christ, conservée en géorgien (CPG 7017), qui l'a rendu suspect, pour son traducteur van Esbroeck, d'origénisme radical ("isochrist"), ainsi qu'une citation, dans le traité sur le jeûne attribué à saint Jean Damascène, d'une phrase relative à la durée du jeûne en sept semaines (PG 95, col. 76).